# Ekwador na Letnich Igrzyskach Paraolimpijskich 2012
Ekwador na Letnich Igrzyskach Paraolimpijskich 2012 w Londynie reprezentowało 2 zawodników. 
Był to ósmy start reprezentacji Ekwadoru na Letnich igrzyskach paraolimpijskich.

## Kadra

### Pływanie
Kobiety
| Zawodnik            | Konkurencja              | Kwalifikacje | Kwalifikacje | Finał | Finał   |
| Zawodnik            | Konkurencja              | Czas         | Pozycja      | Czas  | Pozycja |
| ------------------- | ------------------------ | ------------ | ------------ | ----- | ------- |
| Jessica Lalama Vega | 200 m st. dowolnym (S14) | 2:45.06      | 21.          | NQ    | NQ      |

### Podnoszenie ciężarów
Mężczyźni
| Zawodnik    | Kategoria  | Wynik                          | Pozycja |
| ----------- | ---------- | ------------------------------ | ------- |
| Jose Marino | do 82,5 kg | Nie zaliczył żadnego podejścia | -       |